# 陳嘉君 (演員)
陳嘉君（6月29日—），曾用藝名陳德秀，台灣女藝人，近年來演出多部戲劇並且打開知名度，亦為《戲說台灣》班底。

## 演出作品

### 戲劇
| 年份   | 頻道       | 劇名                                   | 飾演                 |
| ------ | ---------- | -------------------------------------- | -------------------- |
| 2007年 | 華視       | 《太陽的女兒》                         | 劉秘書               |
| 2007年 | 民視       | 《愛》                                 | 陳萱萱               |
| 2007年 | 民視       | 《濟公》                               | 小青                 |
| 2009年 | 民視       | 《娘家》                               | 陈德秀               |
| 2011年 | 民視       | 《父與子》                             | 瑤瑤                 |
|        | 民視       |                                        |                      |
| 2008年 | 台視       | 《懷玉傳奇 千金媽祖第2单元：宫中风云》 | 春花                 |
| 2011年 | 台視       | 《田庄英雄》                           | 張美琴               |
| 2017年 | 台視       | 《閱讀時光2-玫瑰玫瑰我愛你》           | 李淑女               |
| 2011年 | 大愛       | 《讓愛飛翔》                           | 李昕錞               |
| 2014年 | 大愛       | 《歡喜相逢》                           | 阿娟                 |
| 2014年 | 大愛       | 《光合一加一》                         | 水蓮                 |
| 2017年 | 大愛       | 《清風無痕》                           | 林春花               |
| 2012年 | 三立台灣台 | 《牽手》                               | 陳春嬌               |
| 2012年 | 三立台灣台 | 《戲說台灣》黑虎迎財神                 | 尤蓮香               |
| 2012年 | 三立台灣台 | 《戲說台灣》玄壇元帥                   | 陳鳳嬌               |
| 2012年 | 三立台灣台 | 《阿爸的願望》                         | 何文欣               |
| 2013年 | 三立台灣台 | 《戲說台灣》金娘仔掠翁                 | 雪娘                 |
| 2013年 | 三立台灣台 | 《戲說台灣》人面瘤                     | 吴美雪               |
| 2013年 | 三立台灣台 | 《戲說台灣》錢來也                     | 錢如玉 王君玉        |
| 2013年 | 三立台灣台 | 《戲說台灣》紙人報恩                   | 陳玉萍 陳玉蓮        |
| 2013年 | 三立台灣台 | 《戲說台灣》包公判陰陽                 | 邱小雪               |
| 2014年 | 三立台灣台 | 《戲說台灣》瘋女十八年                 | 李玉琴               |
| 2014年 | 三立台灣台 | 《戲說台灣》肚猴精七十二變             | 李阿菊               |
| 2014年 | 三立台灣台 | 《世間情》                             | 王君雅               |
| 2015年 | 三立台灣台 | 《親家》                               | 羅美欣               |
| 2015年 | 三立台灣台 | 《戲說台灣》神農大帝報恩               | 邱秀蕊               |
| 2015年 | 三立台灣台 | 《戲說台灣》摩尼珠封鬼門關             | 金珠                 |
| 2015年 | 三立台灣台 | 《戲說台灣》绑票财神爷                 | 邱惠英               |
| 2015年 | 三立台灣台 | 《戲說台灣》新棺中產子                 | 陳玉惠               |
| 2016年 | 三立台灣台 | 《戲說台灣》小琉球攔轎申冤             | 李文鳳               |
| 2016年 | 三立台灣台 | 《甘味人生》                           | 許黛咪               |
| 2017年 | 三立台灣台 | 《一家人》                             | 周采蘋               |
| 2019年 | 三立台灣台 | 《戲說台灣》落鼻祖師                   | 吳秋蘭               |
| 2019年 | 三立台灣台 | 《戲說台灣》媽祖的神奇門板             | 王麗芳               |
| 2020年 | 三立台灣台 | 《戲說台灣》金蠶食尾                   | 青青                 |
| 2020年 | 三立台灣台 | 《炮仔聲》                             | 王議員               |
| 2020年 | 三立台灣台 | 《戲說台灣》旱溪媽破三劫               | 玉瑤                 |
| 2021年 | 三立台灣台 | 《戲說台灣》臥龍地連環計               | 曾德旺(曹德貞)       |
| 2021年 | 三立台灣台 | 《戲說台灣》紙人鬥紅旗                 | 程素真               |
| 2021年 | 三立台灣台 | 《戲說台灣》四鯤鯓風雲                 | 邱玉斑               |
| 2022年 | 三立台灣台 | 《戲說台灣》乞食鬥地主                 | 錢映雪               |
| 2022年 | 三立台灣台 | 《戲說台灣》扁擔觕剪刀                 | 鄭九娘               |
| 2022年 | 三立台灣台 | 《戲說台灣》五龍追兇                   | 黃美玉 黃秋慧        |
| 2022年 | 三立台灣台 | 《戲說台灣》少年關公，降肉！           | 劉國備               |
| 2023年 | 三立台灣台 | 《戲說台灣》雙生鯉魚王                 | 朱艷芬               |
| 2023年 | 三立台灣台 | 《戲說台灣》安平王爺採船               | 李秀惠               |
| 2024年 | 三立台灣台 | 《戲說台灣》財神包娶某                 | 唐三妹/財神娘娘/心魔 |
| 2024年 | 三立台灣台 | 《戲說台灣》魔神的查某子               | 劉玉涵               |
| 2024年 | 三立台灣台 | 《戲說台灣》葫蘆墩聖帝祖               | 李冬梅               |
| 2024年 | 三立台灣台 | 《戲說台灣》石子瀨媽收豬精             | 豬母精               |
| 2024年 | 三立台灣台 | 《戲說台灣》月老賜陰緣                 | 古青蓮               |
| 2024年 | 三立台灣台 | 《戲說台灣》真武筆畫魂                 | 白秀英               |
| 2025年 | 三立台灣台 | 《戲說台灣》金虎爺鎮邪靈               | 王美冠               |
| 2025年 | 三立台灣台 | 《戲說台灣》九華山乞丐掠交替           | 李秋月               |
| 2025年 | 三立台灣台 | 《戲說台灣》醫聖華陀觕徒弟             | 李文靜               |

## 電影
| 年份   | 片名         | 飾演 |
| ------ | ------------ | ---- |
| 2012年 | 《貧民英雄》 | 嘉嘉 |
| 2014年 | 《大宅們》   | 好友 |

## 外部連結
- 陳嘉君的Facebook專頁
- 陳嘉君的Instagram帳戶